# Янис Караянис
Янис Караянис е кипърски певец.
Определен е да представи Кипър на Евровизия 2015 във Виена, Австрия с песента „One Thing I Should Have Done“ („Нещо, което трябваше да свърша“).
Преди това е участвал в кипърските национални селекции за Детската Евровизия през 2007 година и 2008 година.